# حبيل البرك (يهر)

تعديل مصدري - تعديل

حبيل البرك هي إحدى قرى عزلة يهر بمديرية يهر التابعة لمحافظة لحج، بلغ تعداد سكانها 109 نسمة حسب تعداد اليمن لعام 2004.